# Biches
Biches ist eine französische Gemeinde mit 254 Einwohnern (Stand: 1. Januar 2022) im Département Nièvre in der Region Bourgogne-Franche-Comté (vor 2016 Bourgogne). Sie gehört zum Arrondissement Château-Chinon (Ville) und zum Kanton Château-Chinon (bis 2015 Châtillon-en-Bazois). 

## Geographie
Biches liegt etwa 38 Kilometer ostnordöstlich von Nevers. Am nordöstlichen Rand führt der Canal du Nivernais entlang, der hier eine Kanalisierung des Aron darstellt. Umgeben wird Biches von den Nachbargemeinden Alluy im Norden und Nordwesten, Brinay im Osten und Nordosten, Limanton im Osten und Südosten, Montigny-sur-Canne im Süden, Fertrève im Südwesten sowie Tintury im Westen.

## Bevölkerungsentwicklung
| Jahr                       | 1962 | 1968 | 1975 | 1982 | 1990 | 1999 | 2006 | 2011 | 2016 |
| Einwohner                  | 373  | 405  | 416  | 381  | 316  | 290  | 331  | 321  | 294  |
| Quellen: Cassini und INSEE |      |      |      |      |      |      |      |      |      |

## Sehenswürdigkeiten
- Kirche Saint-Victor